# Christian Lacroix
Christian Marie Marc Lacroix (Arles, 16 de maio de 1951) é um estilista de moda francês.

## Biografia
Nascido em 1951 em Arles, França, Christian Lacroix foi um dos estilistas mais influentes da moda na segunda metade da década de 80 do século XX. Estudou História de Arte e pretendia ser curador num museu, mas acabou por ser admitido como estilista na casa de costura Jean Patou. O sucesso do seu trabalho na Patou fez com que um grupo financeiro se interessasse em fundar uma casa de costura e uma marca com o seu nome em 1987. No final dos anos 80, quando a simplicidade e o minimalismo começavam a dominar a moda, os seus modelos em cores vivas, estampados vibrantes, bordados elaborados, misturas de tecidos e silhuetas volumosas trouxeram um novo fôlego e de certa forma optimismo à indústria da moda. Desde 1989 começou a desenhar a sua linha de pronto-a-vestir. (Traduzido e adaptado de: Fashion, vários autores, Taschen, 2002)
Inovador e arrojado, o estilista francês ganhou fama internacional ao reinventar a alta-costura, levando para as passarelas do mundo vestidos que exibem o requinte de tecidos volumosos e a exuberância do preto e do vermelho. Inspirado no luxo e na ousadia da cultura espanhola, ele traz em suas criações vestidos esvoaçantes, cores fortes, pedrarias e muita sofisticação. Recentemente produziu duas fragrâncias para a Avon Cosméticos.
Christian Lacroix é um dos mais respeitados estilistas em todo o mundo, fazendo moda para mulheres e homens, além de uma linha de acessórios,explorou ainda outros nichos de mercado, indo além das coleções de vestuário e para casa. Em 2002 lançou seu primeiro perfume, o Bazar, criado em parceria com Bertrand Duchaufor, Jean-Claude Ellena e Emilie Copperman.
Anos mais tarde, em 2007, firmou parceria com a empresa de cosméticos Avon, assinando uma coleção exclusiva denominada Christian Lacroix Rouge, com uma fragrância para homens e outra para mulheres. Mais tarde, expandiu sua coleção junto à marca com o lançamento do Christian Lacroix Absynthe em 2009, e com o Christian Lacroix Nuit em 2011.

## Nota
1. ↑  Lacroix: pronuncia-se "Lacroá".